# إيرل واشنطن
إيرل واشنطن (بالإنجليزية: Earl Washington)‏ هو عازف بيانو وكاتب أغاني أمريكي، ولد في 3 أبريل 1921 في شيكاغو في الولايات المتحدة، وتوفي في 18 يونيو 1975.

## وصلات خارجية
- إيرل واشنطن على موقع ميوزك برينز (الإنجليزية)
- إيرل واشنطن على موقع أول ميوزيك (الإنجليزية)
- إيرل واشنطن على موقع ديسكوغز (الإنجليزية)